# IFSEC International
 (février 2022).
IFSEC International est un salon et une conférence annuels pour l'industrie mondiale de la sécurité. 
Organisé par Informa Markets, il se tient à ExCeL London, parallèlement à FIREX International, Safety & Health Expo et Facilities Show. Il a été lancé à Londres en 1974 et accueille les professionnels, les fournisseurs et les organisations britanniques et internationales du secteur de la sécurité,.
L'IFSEC International est l'un des plus grands événements de son secteur. En 2018, il a accueilli plus de 27 350 visiteurs, dont 500 exposants, représentant la sécurité physique, la cybersécurité et la sécurité intégrée. Son programme de séminaires était présidé par le journaliste Frank Gardner.
L'événement est soutenu par les associations du secteur de la sécurité SSAIB, ASIS International, British Security Industry Association, Fire & Security Association, International Professional Security Association, National Security Inspectorate et l'Association des entrepreneurs électriciens. 
En 2020 le salon est annulé à cause de la pandémie de Covid-19,.